# Ручайский сельсовет
Ручайский сельсовет (белор. Ручайскі сельсавет) — упразднённая административная единица на территории Шарковщинского района Витебской области Республики Беларусь. Административный центр — деревня Ручай.

## История
Упразднён в 2004 г.

## Состав
Ручайский сельсовет включал 23 населённых пункта:
- Азета — деревня
- Борденцы — деревня
- Борсучина — деревня
- Григоровщина — деревня
- Гурки — деревня
- Заборье — деревня
- Запрудье — деревня
- Зачистики — деревня
- Кадришки — деревня
- Ковшелево — деревня
- Коты — деревня
- Малиново — деревня
- Николаево — деревня
- Пилаты — деревня
- Попки — деревня
- Правдинская — деревня
- Радьки — деревня
- Речки — деревня
- Ручай — деревня
- Саварина — деревня
- Сынодворцы — деревня
- Шкели — деревня
- Якубово — деревня